# Gerardo Miranda Concepción
Gerardo Miranda Concepción (nascut el 16 de novembre de 1956), conegut més simplement com a Gerardo, és un futbolista espanyol ja retirat, que jugava com a lateral dret.

## Carrera esportiva
Gerardo va néixer a Nouakchott, Àfrica Occidental Francesa. Durant la seva carrera va jugar per la UD Las Palmas i el FC Barcelona, i es retirà el 1990 al seu primer club, a la segona divisió.
Va ser titular a la final de la Recopa de 1982, que el Barça va guanyar a l'Standard de Lieja per 2-1 al Camp Nou.
La seva millor temporada fou la 1984–85, quan va jugar en 28 partits i marcà 3 gols en un Barça que va guanyar la lliga.
Gerardo va jugar també 9 partits amb la selecció espanyola, tot i que mai no va ser convocat per un torneig important.

## Palmarès
Barcelona
- Recopa d'Europa: 1981–82
- La Liga: 1984–85
- Copa del Rei: 1982–83, 1987–88; Finalista: 1983–84, 1985–86
- Supercopa d'Europa: 1983; Finalista: 1985
- Copa de la Lliga: 1982–83, 1985–86
- Copa d'Europa: Finalista 1985–86
- Supercopa d'Europa: Finalista 1982